# Paramontana
Paramontana is een geslacht van weekdieren uit de klasse van de Gastropoda (slakken).

## Soorten
- Paramontana blanfordi (G. Nevill & H. Nevill, 1875)
- Paramontana exilis (Pease, 1860)
- Paramontana fusca Laseron, 1954
- Paramontana mayana (Hedley, 1922)
- Paramontana modesta (Angas, 1877)
- Paramontana punicea (Hedley, 1922)
- Paramontana rufozonata (Angas, 1877)